# Senec
Senec (ungarisch Szenc – bis 1907 Szempc; deutsch Wartberg) ist eine Stadt im Westen der Slowakei.
Sie liegt zirka 25 Kilometer nordöstlich von Bratislava und ist ein lokales Zentrum des Bezirkes Senec und beliebter Sommererholungsort der Bratislavaer.

## Sonnenseen
Heute ist Senec vor allem im Sommer ein touristisches Zentrum. Durch Förderung von Kies und Sand entstanden in Senec mehrere Wasserflächen, die heute Slnečné jazerá (deutsch wörtlich Sonnenseen) genannt werden. Neben den Bademöglichkeiten kann man im Erholungsareal viele Unterkunftseinrichtungen, Restaurants und Campingplätze finden. Es können fast alle Wassersportarten ausgeübt werden. Die hiesige Tennishalle gehört zu den schönsten in der Slowakei.

## Geschichte

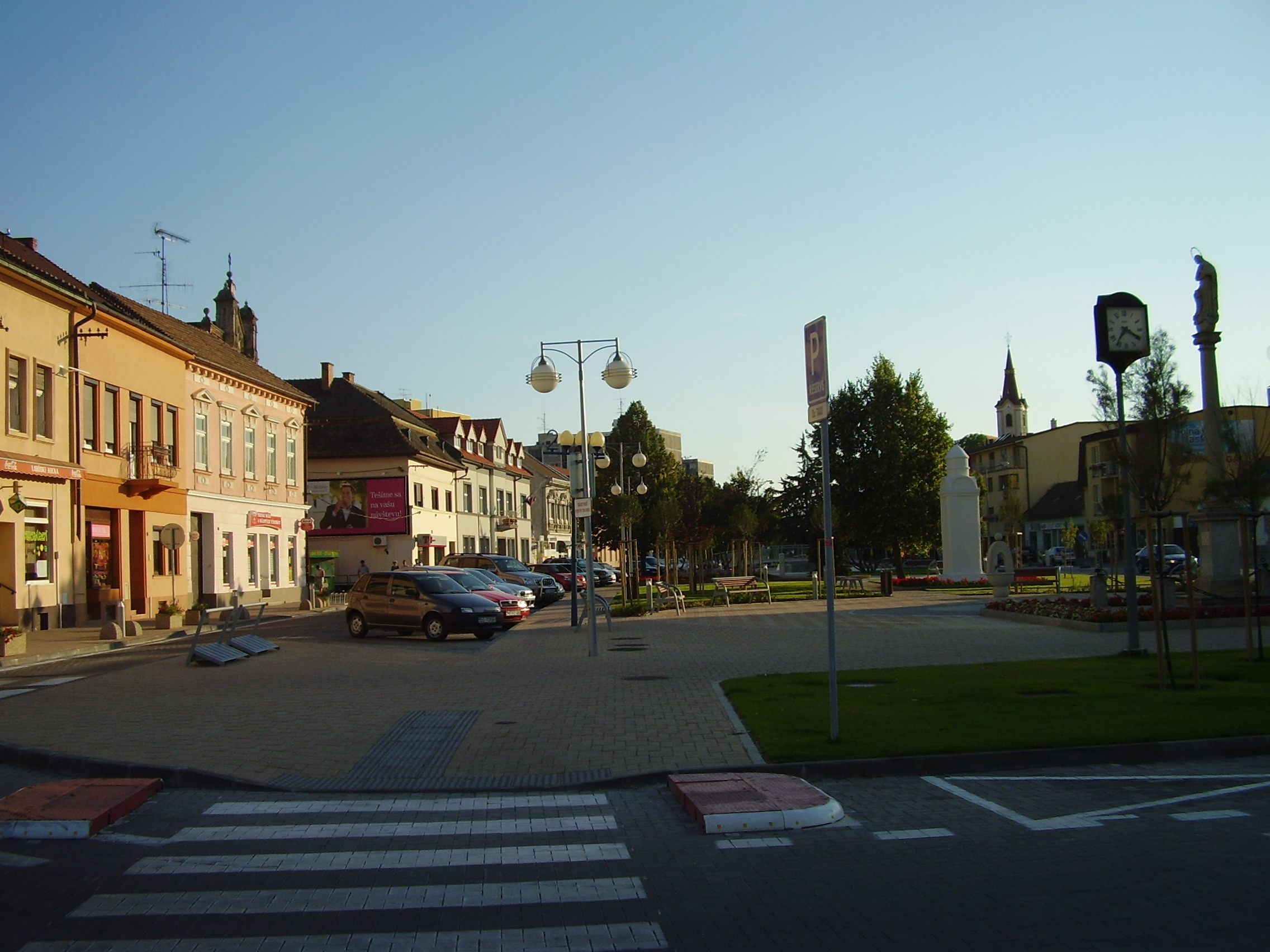
Blick auf die Stadtmitte

Die Stadt ist ein alter Siedlungsplatz. Aus dem 7. und 8. Jahrhundert stammt eine slawisch-awarische Grabstätte. Im 11. Jahrhundert gab es hier ein romanisches Kloster mit Kirche.
Der erste Quellenbeleg stammt von 1252. Damals war Senec Bestandteil des Herrenguts Šintava. Etwa 1480 erhielt Senec das Marktrecht von König Matthias, 1714 das Jahrmarktrecht.
Seit dem 17. Jahrhundert war Senec eines der bedeutendsten Wirtschafts- und Handelszentren der Region.
1763 wurde hier durch eine Anordnung Maria Theresias das Collegium oeconomicum (eine Art Wirtschaftsuniversität und Ausbildungsstätte für staatliche Verwaltungskräfte) errichtet, das nach einem Brand 1776 nach Tata übersiedelte.
Bis 1918 gehörte die Stadt zum Königreich Ungarn und kam dann zur neu entstandenen Tschechoslowakei, durch den Ersten Wiener Schiedsspruch kam sie von 1938 bis 1945 kurzzeitig wieder zu Ungarn.
Aus der früher überwiegend ungarischen Stadt (1930: 3165 Ungarn, 1934 Slowaken, 306 Juden, 70 Deutsche) wurden die Ungarn (630 reiche und intellektuelle Bürger) deportiert (Benes Dekret) und nach 1947 slowakische sogenannte Reemigranten aus Ungarn und Rumänien angesiedelt.

## Wirtschaft
In Senec wurde ab etwa 2004 einer der größten Logistikparks der Slowakei in Betrieb genommen, in dem sich über ein Dutzend Logistikzentren oder Warenlager internationaler Konzerne dicht aneinanderreihen, wie etwa DHL, Gebrüder Weiss, Quehenberger, DSV, Schenker, Lagermax, Metzeler und Kühne + Nagel. Errichtet wurde das Gewerbegebiet vom Immobilienentwickler UBM Development.

## Bevölkerung
| Jahr:                | 1994.  | 2004.   | 2014.    | 2024.    |
| -------------------- | ------ | ------- | -------- | -------- |
| Anzahl der Personen: | 14.831 | 15.193  | 18.208   | 20.234   |
| Unterschied:         |        | +2,44 % | +19,84 % | +11,12 % |

| Jahr:                | 2023.  | 2024.   |
| -------------------- | ------ | ------- |
| Anzahl der Personen: | 20.192 | 20.234  |
| Unterschied:         |        | +0,20 % |

## Sehenswürdigkeiten
Das alte Stadtbild wurde großteils durch moderne Bebauung zerstört.
Sehenswert ist eine befestigte ursprünglich gotische Pfarrkirche aus der ersten Hälfte des 16. Jahrhunderts, sie wurde 1740 barockisiert. Daneben gibt es auch noch einen Renaissancebau, das sogenannte „Türkenhaus“, aus dem 17. Jahrhundert, in dem niederer Adel wohnte. Im Ort gibt es auch ein kleines Museum über den Komponisten Johann Nepomuk Hummel, der hier kurzzeitig wirkte.

## Stadtgliederung
Unterteilt wird die Stadt in die Stadtteile Senec und Svätý Martin, bekannte Stadtviertel sind Červený majer und Horný dvor.
Auf Grund der Lage nahe der Hauptstadt Bratislava entstanden in den letzten Jahren auch neue Siedlungen wie zum Beispiel Mlynský klin oder Senec Gardens.